# 客家话方言
客家话由於分布區域廣闊，且不少分布區是丘陵和山區，交通不便，形成多種不同的客家话方言。在方言劃分上，中國大陸、臺灣與印尼、新馬與其餘華人移民佔少數之其它國家或地區並不一致。中國大陸語言學界傳統上將客家話分為南北兩大片，各含若干片，每個片下細分若干小片。台湾則根据“名从主人”的原则，将客家话按行政管理机构进行划分，每个行政机构的客家话采用其语言部门的权威划分方法。
客家話各方言地方特色很強，環繞梅縣的有平远、大埔、蕉嶺、興寧、五華、豐順等縣，幾乎每個縣的客家話都有其各自特色，可以看成一種獨立的方言。舉例說：興寧方言並沒有以 [-m] 或 [-p] 聲結尾的字，而是把它們溶入了 [-ŋ] 及 [-k] 音裡。再舉例，遠離梅縣的香港口音，中元音[-u-]已經消失了。因此，以“光”為例，梅縣讀作[kuɔŋ44]，香港的客家人會把它讀成[kɔŋ33]，與鄰近的深圳的客家人的口音相近。
在不同的客家话方言裡，声调也有所不同。絕大多数的客家话都具有入聲，共有6~7个声调。在长汀城关话裡，入声消失了；东江本地话等方言则保留了早期客家话去聲分陰陽的声调特点，而共有七个聲調。台灣的海陸客家人是從海豐與陸豐來至。海陸腔有漢語難找的齒齦後音（[ʃ], [ʒ], [tʃ]）。而台灣的另外一種主流客語四縣腔，則是來自嘉應州（现为梅州市）的蕉嶺、平遠、興寧和五華等地的腔口。

## 中國大陸之劃分
按照中国社科院和澳大利亚人文科学院合编的1987年版《中国语言地图集》将中國大陸的客家話分成八個大片，分别是粵台片（嘉應小片、興華小片、新惠小片、韶南小片）、粤中片、惠州片、粵北片、汀州片、寧龍片、于桂片、銅鼓片。其他非中心地區如台灣、廣東西部、廣西等地區的客語地點並未分片。
謝留文、黃雪貞在考察及比較更多方言點的情況下，將客家話重新分成八個大片，分別是粵台片（惠梅小片、龍華小片）、海陸片、粵北片、粵西片、汀州片、寧龍片、于信片、銅桂片。除了方言點遞增以外，此分片與1987年《中国语言地图集》最大的區別在於：
1. 取消粵中片、惠州片，將該地區方言點納入粵台片，原有粵台片四個小片取消，更具陽平調值重新分成兩個小片。
2. 新增海陸片。
3. 加入粵西片。
4. 于桂片、銅鼓片重新命名為于信片、銅桂片，而這兩片的方言點也再重新劃分，新加入不少湖南省方言島。其他地區如海南、四川、廣西、及分佈於其他省的方言島還是未被分片，只是另有說明。

相較於1987年版的分片，一些學者有不同看法。莊初升認為龍川方言而南北口音的區別顯而易見，而且頗為複雜，單純將全縣方言列入某片是不符合事實的。侯小英認為原粵中片、惠州片調值並不完全符合新粵台片的區分定義。
除了以上兩個種主要分片以外，一些學者也將特定地區加以分類。如莊初升利用古聲調的歸類，再加入之前學者認為歸屬不明的一部分粵北土話，將廣東客家語分為七片（型），分別是梅桂型、雄州型、惠韶型、海陸型、韶五型、饒奉型、興梅型。劉綸鑫利用部分音韻特點將江西客家語分為4片，分別是中心片、散型片、交叉片和寧石片。陳秀琪在比較漳州市下南靖、平和、雲霄、詔安等四縣的客家語後，認為其語音和詞彙有共性，又別於其他地區客家語，足以劃為客家語第九片——閩南客家片，以補足客家語研究在閩南地區的缺口。侯小英認為東江本地話內部各點關係密切，接近程度頗高，且具有一些內部一致同時和其他客家方言相區分的特點，認為東江本地話可獨立成片，為客家語龍源片，並可細分為上游流域和中游流域兩片。
鑑於分片不一致，此條目則以較多學者參照的1987年版的《中国语言地图集》為基礎，加入非中心區域客家語區並加以分類。

### 南部大片
南部大片主要包括廣東、廣西、福建東南部、台灣的客家話，香港和海外的客家話也屬南部大片。詞彙上與北部大片差異大，土語詞彙多且詞彙內部一致性較高，入聲保留較為完整。總體而言南部大片面貌比北部大片古老。

#### 粵台片
粵台片是主流客家話的代表，主要分布於梅州、河源、惠州等地區的23個縣市，台灣的5個縣市。其中香港客家話也屬粵台片。
1. 嘉應小片，分佈在8個縣市：梅縣、蕉嶺、平遠、苗栗、新竹、桃園、屏東、高雄。
2. 興華小片，分佈在5個縣市：興寧、五華、大埔、豐順、紫金。
3. 新惠小片，分佈在12個縣市：新豐、惠陽、惠東、寶安、龍門、佛岡、清遠、從化、增城、海豐、陸豐、東莞。
4. 韶南小片，分佈在3個縣市：韶關、曲江、英德。

#### 粵中片
粵中片主要分佈河源、惠州地區，分別是和平、連平、龍川、博羅、河源。

#### 粤北片
粵北片主要分布在廣東省北部10個縣市，分別是始興、南雄、翁源、英德、乳源、仁化、連南、連縣、陽山、樂昌。

#### 惠州片
惠州市惠城區。

#### 東江本地片
東江本地片涉及珠江支流東江流域中上游地區的一系列土語，主要分布於河源和惠州。這些土語具有一系列與主流客家話相異但接近粵語的特徵，在系屬分類上有爭議。學界對東江本地片的專門研究很少，傳統上籠統地將東江本地話劃入客家話粵中片、惠州片。劉叔新等作系統研究後認為這個土語群比客家話古老，是客家遷入粵中和粵東之前的本地語言，與粵語有較為密切的親緣關係；後為大規模遷入並成為粵中、粵東主流語言的客家話包圍，不斷同化，形成今天既接近客家話又不同程度保留粵語典型特點的土語群，並因此而將東江本地話劃屬粵語。一些主流客家話使用者稱東江本地話為「蛇話」（或「畬話」），略帶貶義意味。

#### 潮汕片
豐順、揭東、揭西等地的客家話屬「半山客」。詞彙受到潮州話的影響。具有與官話的蹺舌音不同的輕微捲舌音。平聲調接近官話。潮汕片以豐順湯坑話為代表。在泰國，不少華裔說這種客家話。

### 北部大片
北部大片主要包括江西、閩西、四川、湖南等地的客家話。北部大片詞彙受贛語、官話、閩北語影響，與南部大片詞彙差異較大。各地入聲韻尾保留完整程度不一。

#### 汀州片
汀州片主要分佈福建省西部8個縣市，分別在長汀、永定、上杭、武平、寧化、清流、明溪、連城。

#### 寧龍片
寧龍片主要分佈在江西省13個縣市，分別在寧都、興國、石城、瑞金、會昌、安遠、尋烏、信豐、定南、龍南、全南、廣昌、永豐。其中宁都石城地區詞彙受贛語影響。而三南地区和寻乌地区接近梅州口音。主要代表宁都话，龙南话。

#### 于桂片
包括江西省13個縣市及湖南省5個縣市，分別在于都、贛縣、南康、大余、崇義、上猶、寧岡、井岡山、永新、吉安、遂川、萬安、泰和、汝城、桂東、酃縣、茶陵、攸縣。

#### 铜鼓片
包括江西省8個及湖南省的兩個縣市，分別在銅鼓、修水、武寧、靖安、奉新、萬載、高安、宜春、瀏陽、平江。其中赣西北的铜鼓客家话已独立于其他片系生存了多年。 受当地江西方言以及毗邻湘卾（浏阳，平江）诸县口音及措词的整合，铜鼓客家话已在一定程度上从梅县本音本语飘移。这种飘移足以造成铜鼓客家人及其他片系客家人之间口头交流一定程度的障碍。飘移的另一因素是铜鼓客家话要独立应付大量现代新生词汇，很难创生出与其他片系一致的术语。铜鼓本地人称客家话为“怀远声”。未见有人用铜鼓客家话发表文学作品，但民间艺人用铜鼓客家话创作并演唱了大量的山歌。老艺人涂雪枚在上世纪六十年代创作并演唱的“翻身卖粮”等精品曲目曾灌制唱片公开发行。铜鼓客家话也散见于邻近的万载，宜丰，上高等地。

### 未分片的地區

#### 福建閩南地區
主要分佈在福建省漳州市南靖、平和、雲霄、詔安等四個縣。此地客家話是在閩西客家話的基礎上，再加上與閩南語的接觸，形成有別於閩西和粵東客家話的地方變體。

#### 廣東粵西地區
主要分佈在廣東省湛江、茂名和陽江。分佈區域為6400平方公里，使用人口約190萬。當中可分為東西兩片，傳統上有“大𠊎”和“細𠊎”之分。除了這兩片，雷州半島的徐聞、海康、遂溪三縣市境內，也散居少部分客家居民，多為50年來從粵西各處移民至此地。
1. 西片 分佈在廉江北部的長山、和寮、塘蓬、石頸、石嶺、石角，中部自西至東的高橋、青平、雅塘、吉水、河唇等鎮大部；化州的蘭山、中垌、新安，還有部分在文樓、平定、官橋部分區域。
2. 東片 分佈在信宜的茶山、洪冠、平塘、錢排、合水、新堡，還有分佈於貴子的大部及硃砂、旺沙、懷鄉、白石、思賀、大成的小部分地區；高州的雲潭、馬貴、根子、泗水大部，新垌、謝雞、分界三鎮一部分及深鎮鎮小部分；電白的沙瑯、望夫、黃陵、羅坑、那霍，還有觀珠大部及大衙、馬踏、林頭、羊角等鎮小部分；陽西西北部的塘口、新墟部分地區；陽春的八甲、山坪、三甲、永寧，另有雙滘、馬水、潭水、圭崗一部分。

#### 四川地區
當地客家人散居在四川60餘個縣市，分佈範圍非常廣，主要集中在成都郊縣的東部山區、川南的內江地區、川北的儀隴和川西南的西昌。目前尚能說客家話的約100萬人。當地人一般自稱為廣東話、廣東腔。

#### 廣西地區
在廣西進90個縣市內，有客家語分佈的達80個。佔據廣西總人口約10%，總數約480萬人。比較集中在桂東南的玉林、貴港、欽州、桂東北的賀州、桂中的柳州等地區。當地客家語的稱謂頗為複雜,有：新民話、𠊎話（哎話）、麻介話、客話等說法。

#### 海南地區
海南省說客家語的主要分佈在儋州市的南豐鎮及蘭洋鎮及那大鎮的一部分。儋州的番加、東風、僑植等農場及臨高、定安、陵水、三亞等市縣的個別村落也有客家語分佈。瓊中的松濤鎮也有客家方言島。整個海南島使用客家語的人口約3萬。

#### 其他方言島
- 江西東北部客家方言島，零星分佈在上饒、德興、廣豐等8個縣市區的50餘個鄉鎮，使用人口約三萬餘，當中以上饒縣為主。此地客語傳統上可分為“廣東腔”和“汀州腔”。居民在清初分別從廣東粵北地區和福建閩西地區遷徙到當地[13]。
- 陝西省商洛市商州區黑龍口鎮西部客家語方言島，全村人口65戶308人，居民在清朝乾隆年間從廣東五華地區遷徙至此，當地人稱為“廣東話”[14]。
- 浙江省金華市婺城區塔石鄉珊瑚村客家語方言島，全村人口64戶178人，居民在清朝雍正年間自福建汀州上杭縣古田村遷徙至此，一般稱為“珊瑚話”[15]。

## 香港之劃分
香港的新界客家話屬客語粵台片的新惠小片，與廣東深圳、惠陽、惠東的客家話高度接近，與其他主流客家話都可以互通。約從1960年代開始，在廣東的客家地區有大批人員移居香港，他們帶來了廣東本地的客家話。大多數移民的客家話和香港客家話可以互通。

## 海外之劃分
梅州梅縣客家人曾于18世紀在加里曼丹島西南端的坤甸建立華人國家「蘭芳共和國」，因此現在隸屬印尼的該地有一種坤甸式客語（坤式客家話），它跟中國大陸的客家話差別較大，並夾雜很多印尼語和當地土話。